# 邵鐸
邵鐸（?—?），浙江鄞县人，清朝政治人物。

## 生平
乾隆元年（1736年），登进士第。官至检讨。乾隆七年（1742年），出任顺天乡试考官。与萬經、蔣拭之、全祖望等人为友。曾延请畹荃法師登法座，住持明州阿育王寺。

## 家族
出自竹洲邵氏。父邵基，官江苏巡抚。
子邵洪，官礼部右侍郎。邵洪出生后七日，邵鐸就病逝了。孙邵恒，官户部员外郎。

## 著作
- 《明州阿育王山續志》[1]